# St Mary Abchurch

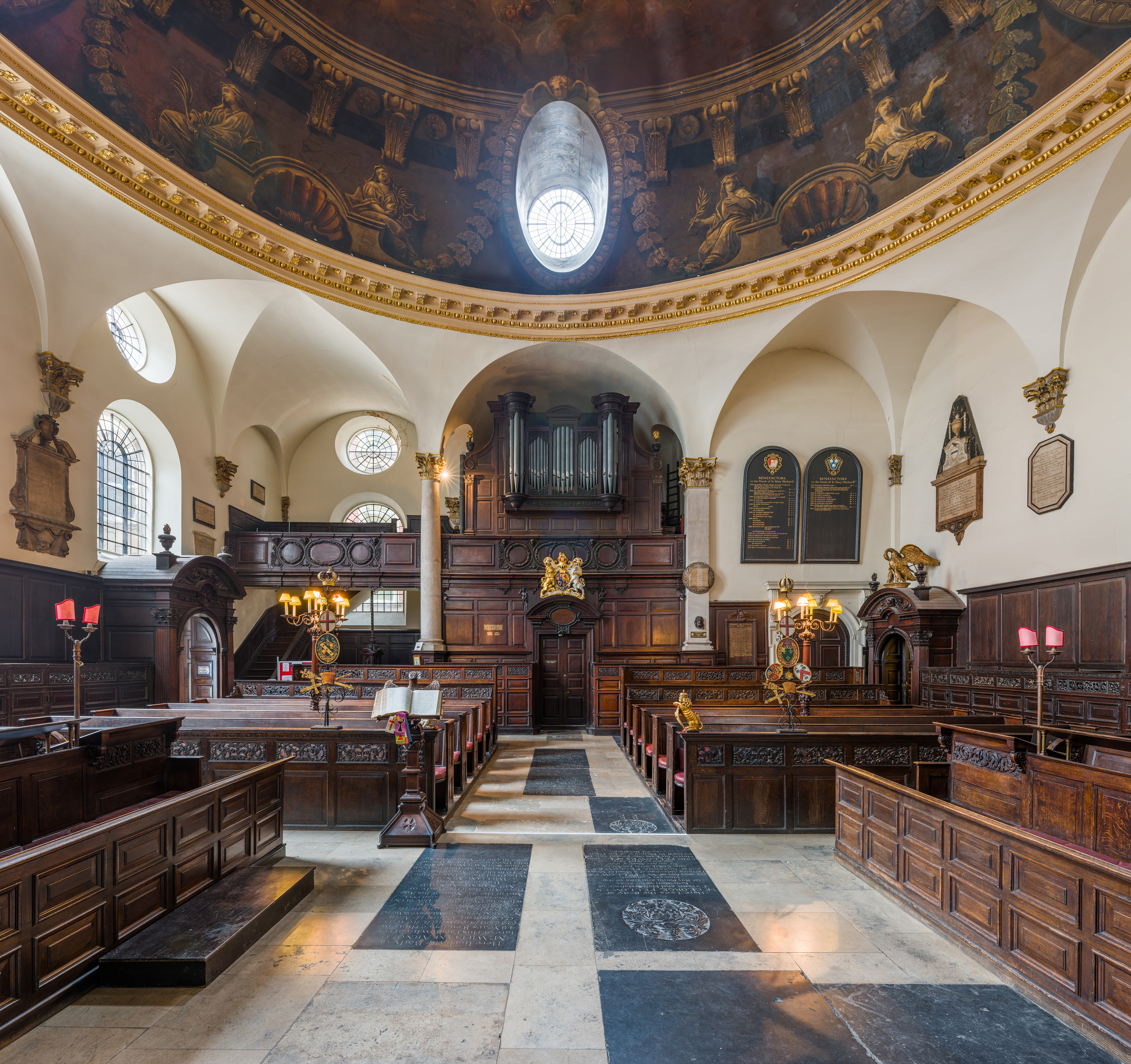
Die Einrichtung der Kirche

St Mary Abchurch ist eine Kirche der Church of England nahe Cannon Street in der City of London. Sie ist der Jungfrau Maria geweiht und wurde unter diesem Patrozinium erstmals in den Jahren 1198–1199 erwähnt. Die mittelalterliche Kirche wurde beim großen Brand von London 1666 zerstört und durch den heutigen Barockbau ersetzt. Wegen ihrer architektonischen und historischen Bedeutung ist St Mary Abchurch ein bei der englischen Denkmalschutzbehörde Historic England seit 1950 Grade-I-gelistetes Bauwerk. Der frühere Bürgermeister (Lord Mayor of London) Peter Perchard ist mitsamt seiner Familie in St Mary Abchurch begraben.

## Geschichte

### Mittelalterlicher Bau
Die der Jungfrau Maria geweihte Kirche lässt sich im 12. Jahrhundert nachweisen. Der Namenszusatz „Abchurch“ ist möglicherweise der Name eines frühen Würdenträgers. Eine Herleitung des Namens der Kirche von ihrer Lage auf einer Anhöhe wäre falsch. Vorgeschlagen wurde zwar „Upchurch“, was aber mit Schreibweisen aus früheren Zeiten nicht in Einklang zu bringen wäre.
Das Patronat der Kirche hielt bis etwa 1455 das Convent of St Mary Overy in Southwark. Danach ging die Kirche an das College of Corpus Christi der Kirche St Laurence Pountney über. Nach der Reformation überzeugte der Erzbischof Parker Elisabeth I., die Kirche seinem College, dem Corpus Christi College in Cambridge, zu übertragen, das seitdem die Würdenträger ernennt. 1611 wurde die Kirche mit großem finanziellen Aufwand der Gemeindemitglieder umfangreich saniert.

### Der Brand von London und Wiederaufbau
St Mary’s wurde im Great Fire of London im Jahre 1666 zerstört. Die Kirche wurde von Sir Christopher Wren, der auch St Paul’s Cathedral erbaute, in den Jahren 1681–1686 wieder aufgebaut. Die Gemeinde wurde mit der nahe gelegenen Gemeinde der Kirche St Laurence Pountney zusammengelegt, die ebenso zerstört worden war, aber nicht wieder aufgebaut wurde.

### Zweiter Weltkrieg und Wiederaufbau
Ein Bombentreffer während des sogenannten Blitzes im September 1940 verursachte schweren Schaden, wobei die Kuppel am schwersten betroffen war. W. Godfrey Allen restaurierte die Kirche in den Jahren 1948 und 1953. An der Wiederherstellung der Kuppel arbeitete E. W. Tristan bis zu seinem Tod 1952; der Künstler Walter Hoyle führte die Arbeiten zu Ende. Ein Altarretabel wurde entgegen manchen Legenden nicht zerstört, sondern war vor den kriegerischen Ereignissen in Sicherheit gebracht worden.

## Das Gebäude

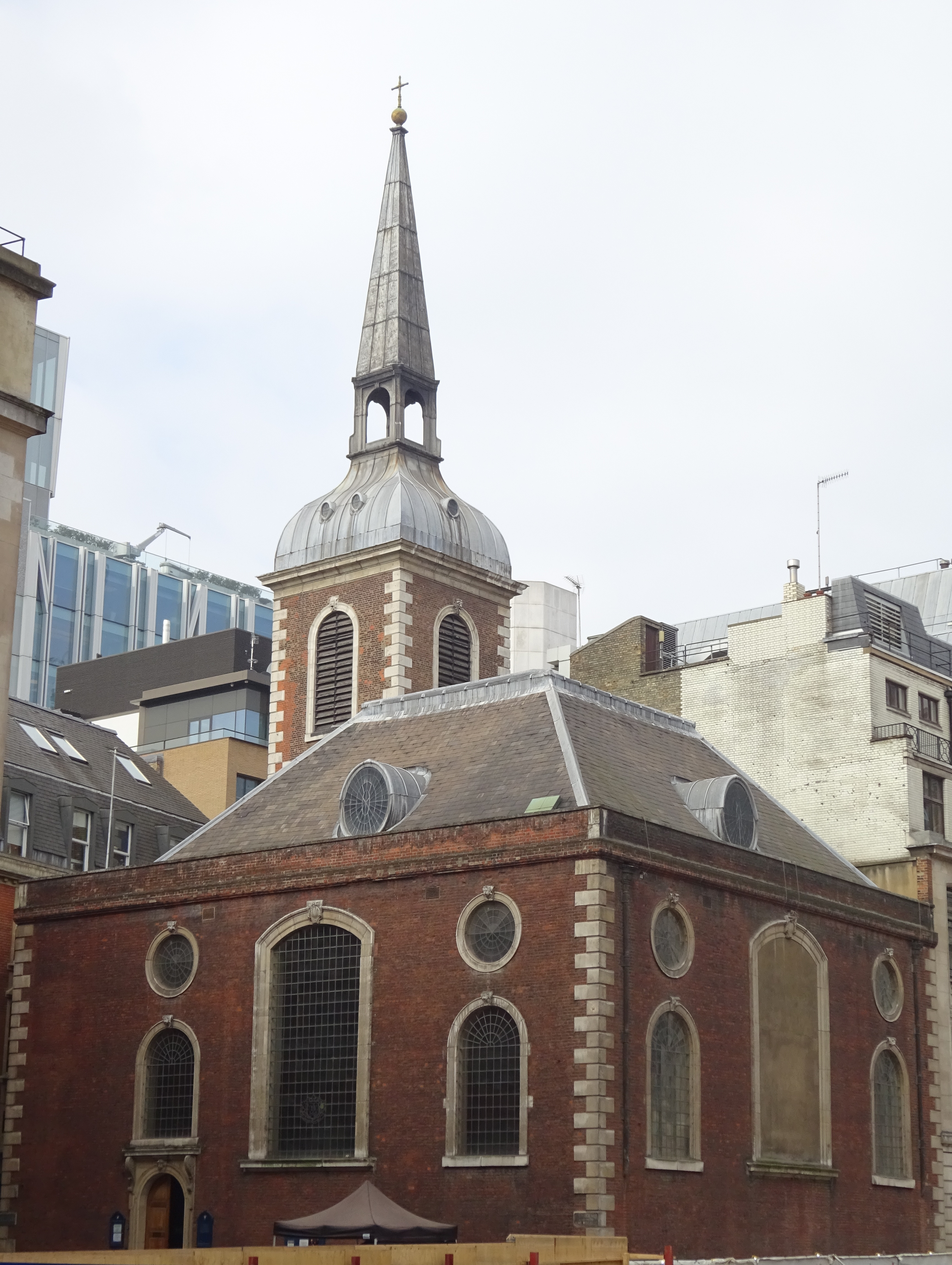
St Mary Abchurch, Blick über die Cannon Street

Die Kirche ist aus roten Backsteinen gemauert und hat weiße Steinverzierungen. Der vierstöckige Kirchturm mit verbleiter Turmspitze ist ca. 16 Meter (51 Fuß) hoch. Die Kirche war ursprünglich wesentlich größer geplant, ähnlich dem Entwurf für St Stephen Walbrook. Aus einem nicht bekannten Grunde wurde die Kirche unter der Bauaufsicht von Robert Hooke wesentlich kleiner ausgelegt.

## Inneneinrichtung

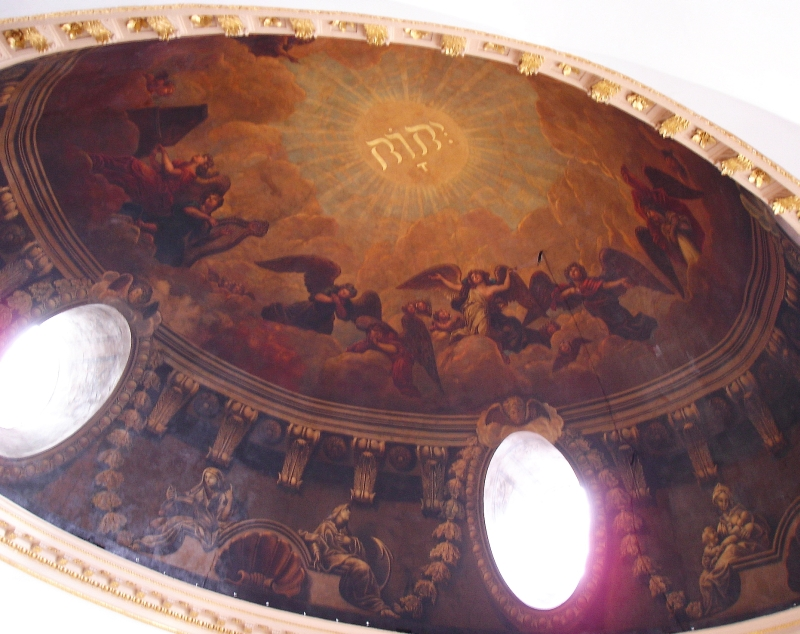
Bemalung der Kuppel

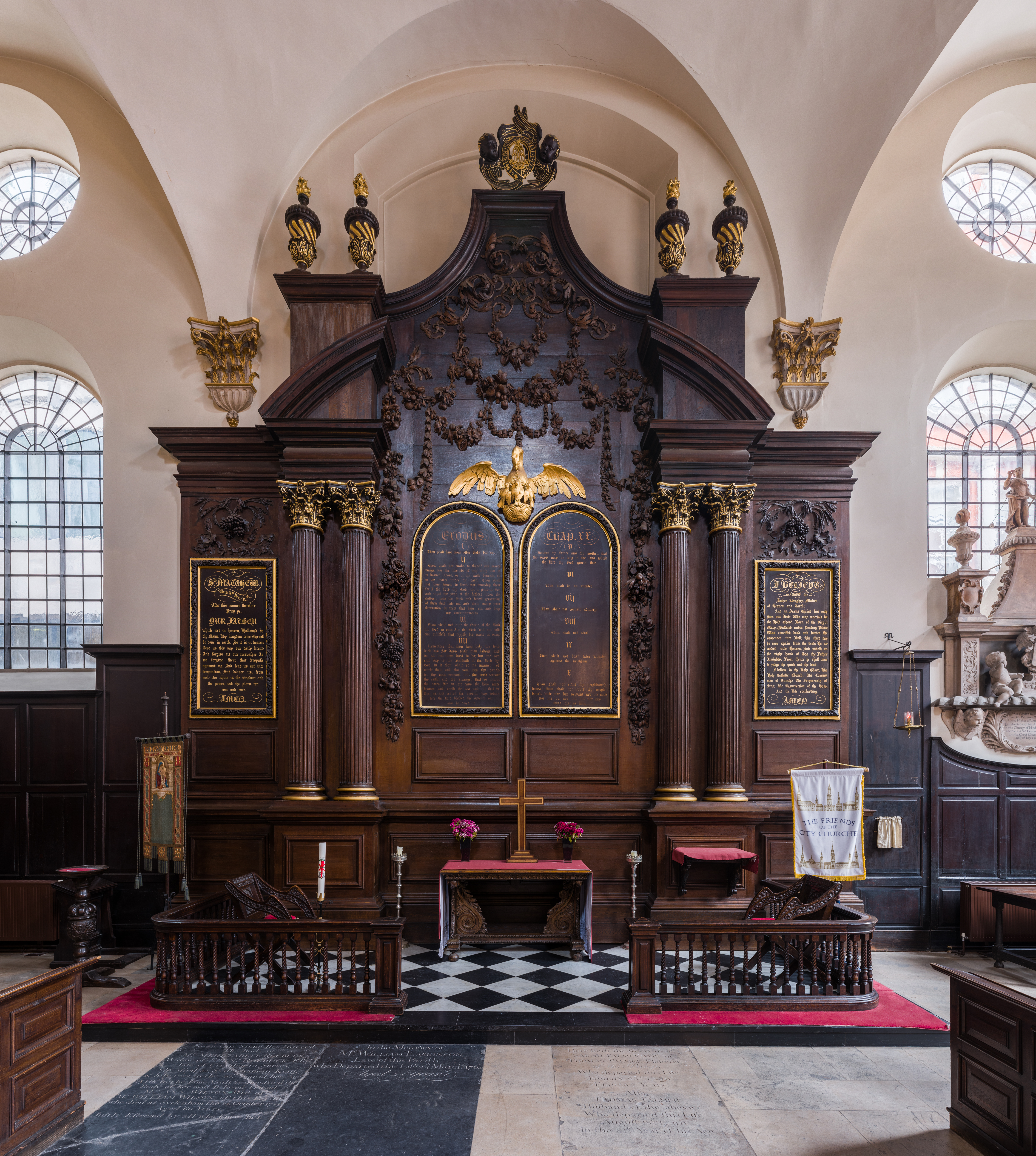
Altar aus der Werkstatt von Grinling Gibbons

Die Decke wird hauptsächlich von einer Halbrundkuppel gebildet. Sie hat vier elliptische Öffnungen, die nach außen in der Dachgaube nahezu rund sind. Die Kuppel überspannt etwa 13 m (40 Fuß) und ist in vier Backsteinwände eingelassen, ohne Schubelemente von außen. Sie wurde in der heute vorhandenen Gestaltung 1708 ausgemalt. Das geschah im Rahmen einer allgemeinen Verschönerungsaktion. Es wird angenommen, dass der Künstler William Snow die Arbeiten ausführte. Er war ein Mitglied der Worshipful Company of Painter-Stainers, der Zunft der Maler und Färber, einer Livery Company und wohnte in einem Haus nördlich gegenüber der Kirche. In den Kirchenbüchern sind Zahlungen an einen „Mr Snow“ über insgesamt £ 170 verzeichnet, ohne jedoch seine Leistungen im Einzelnen aufzuführen. Die Bemalung in Öl ist direkt auf den Untergrund aufgebracht. Die Dekorationen werden horizontal durch ein Trompe-l’œil-Gesimse im Sinne einer perspektivischen Darstellung zweigeteilt. In dem oberen Teil sind Cherubim dargestellt, die sich anbetend um das Tetragramm, den Namen Gottes in hebräischen Schriftzeichen in einem Strahlenkranz, gruppieren. Unterhalb dieser optischen Unterteilung sind acht sitzende weibliche Figuren einfarbig und scheinbar plastisch aufgemalt. Ihre symbolische Bedeutung ist unklar und war Gegenstand zahlreicher Interpretationsversuche. Die Malerei wurde einmal im 18. Jahrhundert und zweimal im 19. Jahrhundert restauriert. Nach dem Zweiten Weltkrieg erfolgte erneut eine vollständige Restauration des Gebäudes.
William Grey schuf die Kanzel. Türrahmen, der Deckel des Taufbeckens, Verzierungen und das königliche Wappen stammen von William Emmett. Der Hauptaltar ist ein Werk von Grinling Gibbons. Gibbons’ originale Rechnung – von ihm die Olter Pees genannt – wurde in der Guildhall Library 1946 wiedergefunden. Das Motiv des vergoldeten Pelican in her piety (frei übersetzt: Pelikan in seiner Hingabe) erscheint auf dem Retabel und auf der originalen kupfernen Wetterfahne aus der Fertigung von Robert Bird. Sie wurde von der Turmspitze aus Sicherheitsgründen entfernt und über der nördlichen Tür angebracht. An drei Seiten der Kirche finden sich die originalen Kastenbänke.
Die Kirche hatte lange Zeit keine Orgel. Erst 1822 konnte diese – nach einem öffentlichen Spendenaufruf – durch J. C. Bishop gebaut werden. Nach dem Bombenschaden im Zweiten Weltkrieg wurde sie in den 1950er Jahren von N. P. Mander ersetzt. Mander nutzte das Gehäuse einer Orgel aus dem Jahr 1717, die ursprünglich zu All Hallows Bread Street gehörte.